# Đồi Vẽ
Đồi Vẽ (tiếng Anh: Painted Hills), ở phía tây bắc Hoa Kỳ, là một trong ba vùng khác nhau trong Đài tưởng niệm Quốc gia John Day Fossil Beds, nằm ở Quận Wheeler, Oregon. Đồi có diện tích 3.132 mẫu Anh (12,67 km2), nằm cách Mitchell, Oregon 9 dặm (14 km) về phía tây bắc. Đồi Vẽ được liệt kê là một trong Bảy kỳ quan của Oregon. Đồi được đặt tên theo các lớp đồi đầy màu sắc tương ứng với các thời đại địa chất khác nhau, được hình thành khi khu vực này là một vùng lũ sông cổ đại
.
Đất đen là than non có trong cánh đồng ngập lụt. Màu xám là đá bùn, bột kết, và đá phiến sét.
Màu đỏ là đất đá ong được hình thành bởi các lớp trầm tích khi khu vực ấm áp và ẩm ướt.

## Hình ảnh

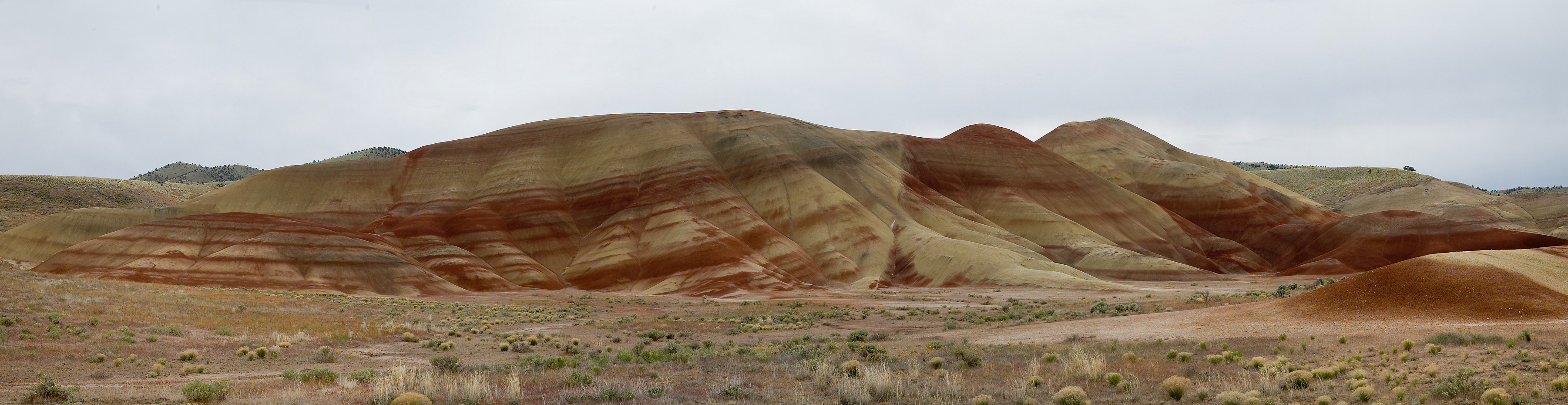
Đồi Vẽ trong Đài tưởng niệm quốc gia John Day Fossil Bed.

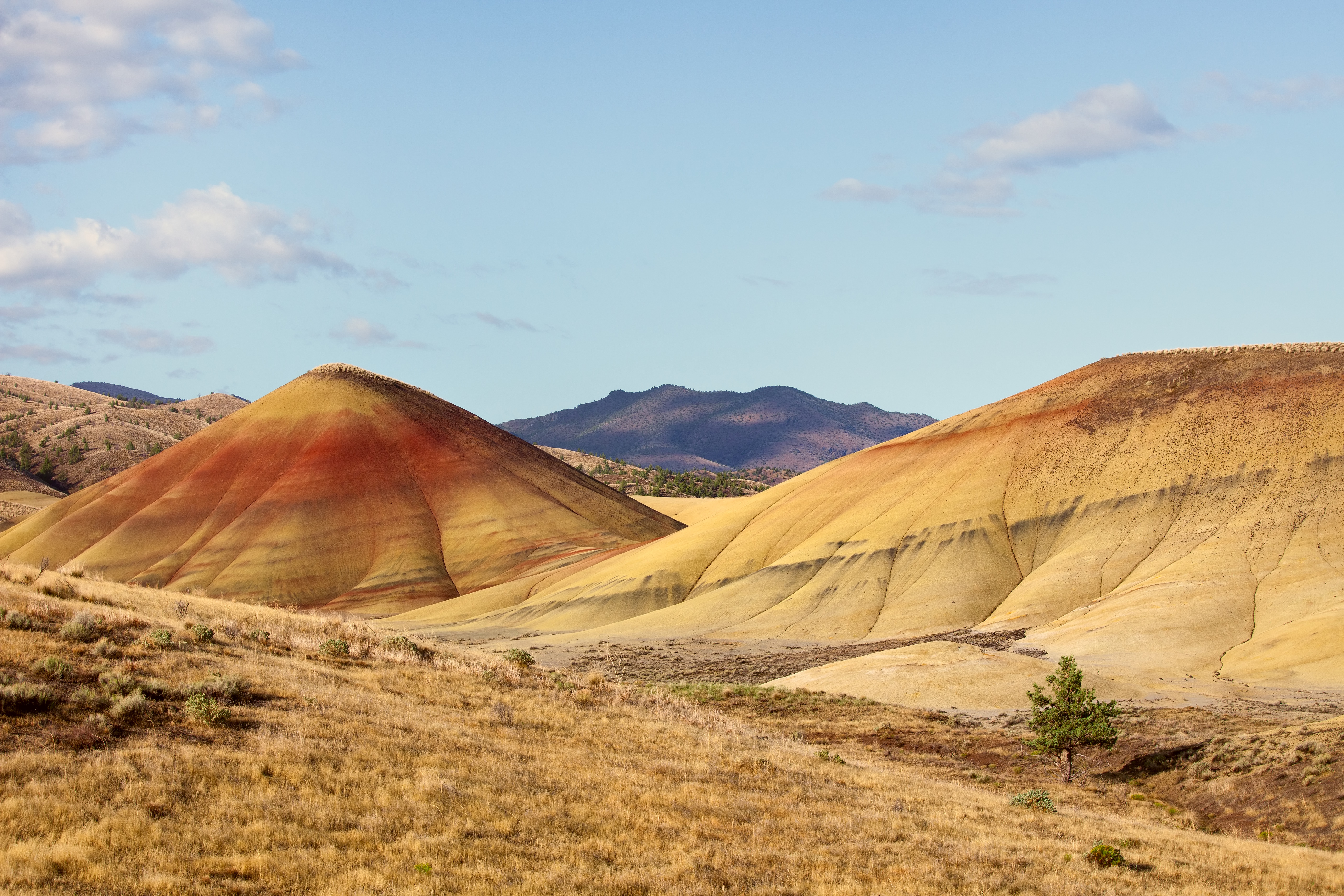
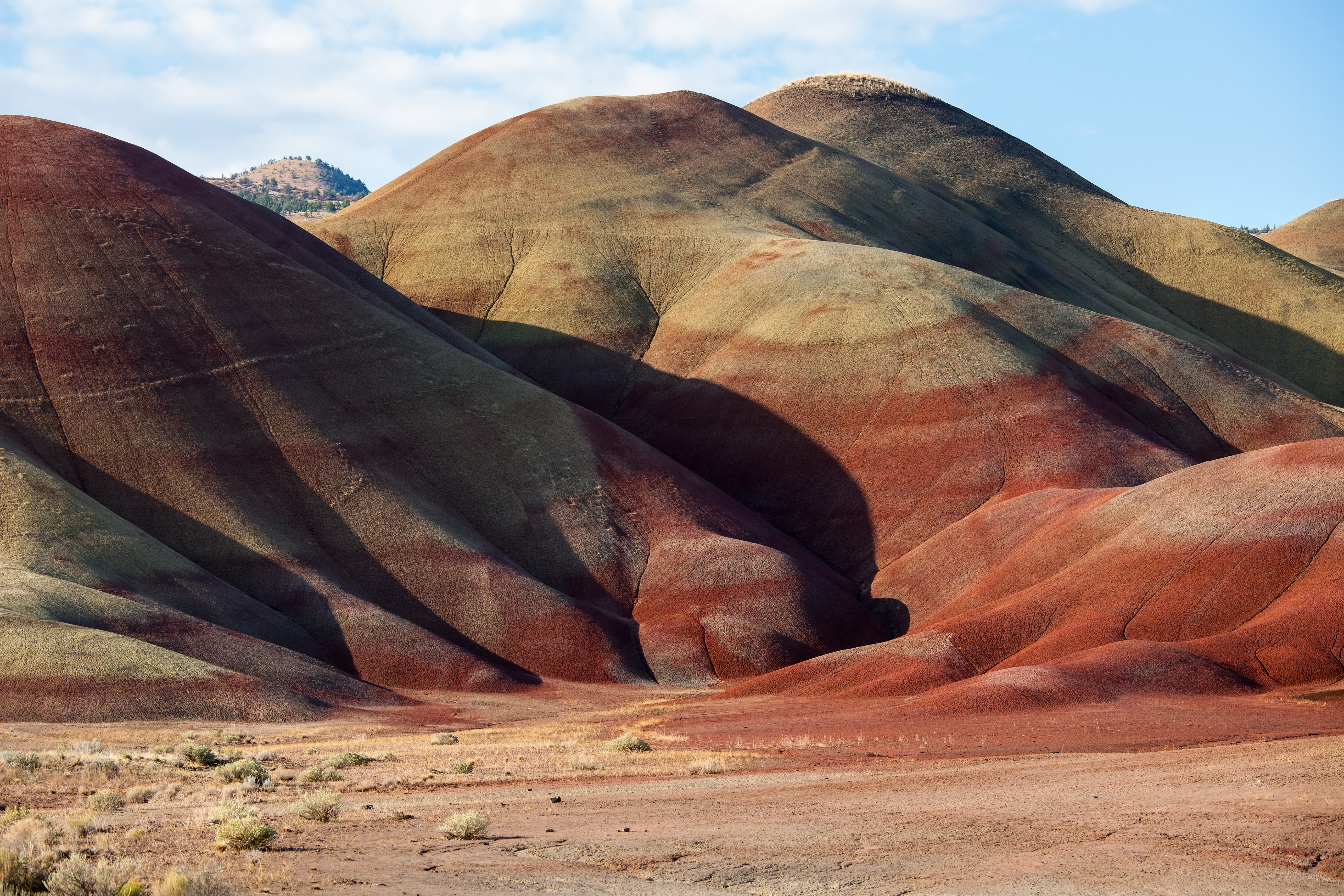
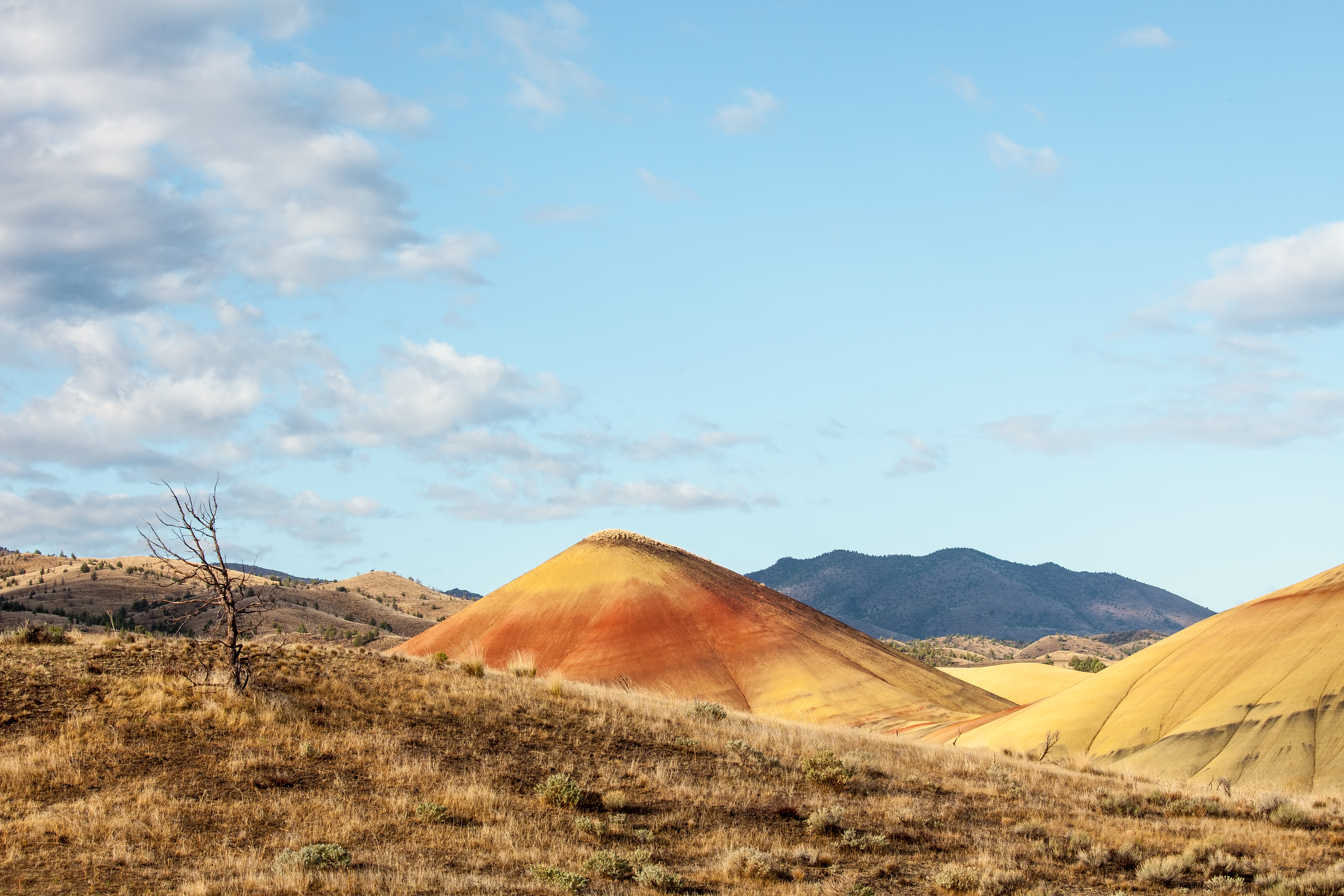